# Віреончик вохристощокий
Вірео́нчик вохристощокий (Pachysylvia muscicapina) — вид горобцеподібних птахів родини віреонових (Vireonidae). Мешкає в Південній Америці.

## Опис
Довжина птаха становить 12 см, вага 11 г. Верхня частина тіла оливкова, тім'я і потилиця сірі, лоб, щоки, шия і груди охристі або кремові. Горло і живіт білуваті, гузка жовтувата. Очі карі, дзьоб зверху темний, знизу рожевуватий.

## Підвиди
Виділяють два підвиди:
- P. m. muscicapina (Sclater, PL & Salvin, 1873) — південна і східна Венесуела (Амасонас, Болівар), Гвіана і північна Бразилія (на південь до Амазонки);
- P. m. griseifrons Snethlage, E, 1907 — Бразилія на південь від Амазонки (від Мадейри на схід до Тапажоса).

## Поширення і екологія
Вохристощокі віреончики мешкають у Венесуелі, Гаяні, Французькій Гвіані, Суринамі і Бразилії. Вони живуть у вологих тропічних і заболочених лісах. Зустрічаються на висоті до 1100 м над рівнем моря. Живляться комахами.